# Frederica de Baden
Friederike Dorothea Wilhelmina de Baden (n. 12 martie 1781, Karlsruhe, Germania – d. 25 septembrie 1826, Lausanne, cantonul Vaud, Elveția) a fost soția regelui Gustav al IV-lea al Suediei. Fiică a lui Karl Ludwig de Baden și a Amaliei de Hesse-Darmstadt, era sora mai mică a Prințesei Louise of Baden, soția viitorului Țar Alexandru I al Rusiei.

## Biografie

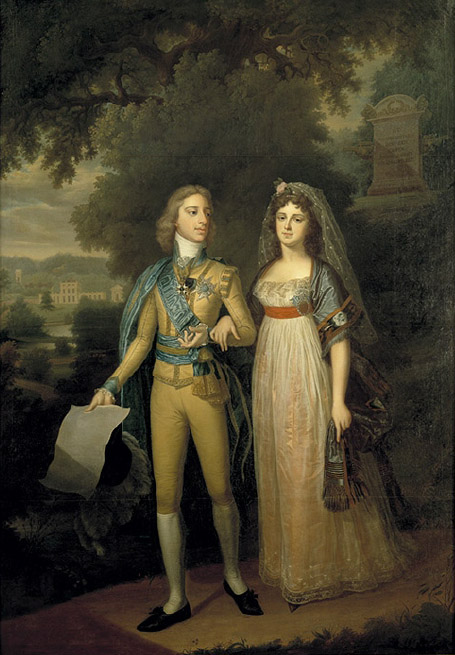
Gustav și Frederica.

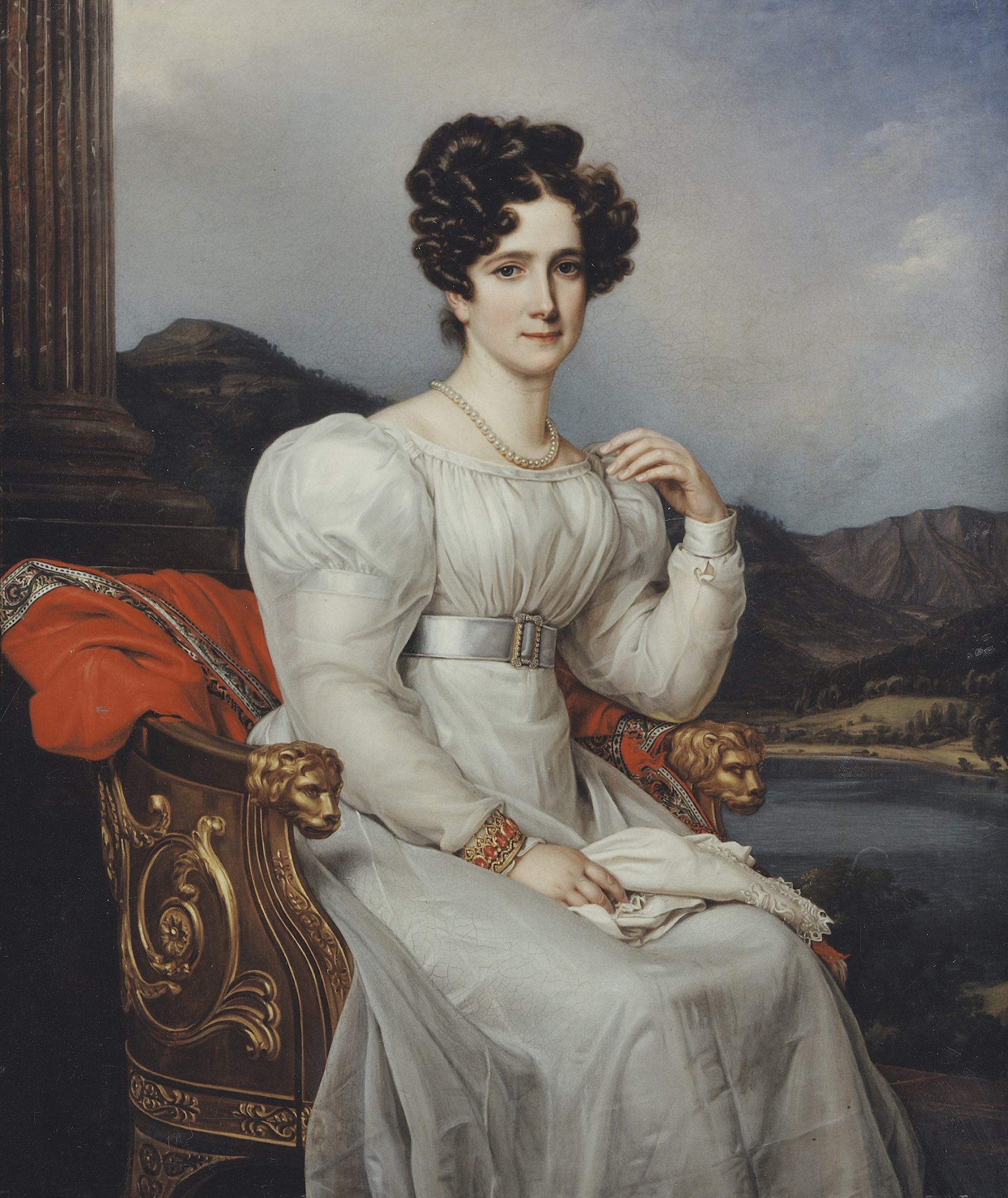
Frederica de Baden

S-a născut la Karlsruhe. La 31 octombrie 1797, la Stockholm s-a căsătorit cu regele Gustav al IV-lea al Suediei și a devenit regină. soțul ei a aranjat căsătoria deoarece ea era sora împărătesei ruse, țară cu care Gustav a făcut o alianță chiar și după ce a refuzat să se căsătorească cu Marea Ducesă Alexandra Pavlovna a Rusiei, sora Țarului, însă în special pentru că își dorea o regină frumoasă. În 1795 Gustav a refuzat să se căsătorească cu Ducesa Louise Charlotte de Mecklenburg-Schwerin deoarece auzise că nu este frumoasă.
A fost tratată cu blândețe de soacra sa, Sophia Magdalena a Danemarcei, care și-a amintit cât de rău a fost tratată de soacra sa. Frederica a fost descrisă ca fiind rigidă, timidă, neprietenoasă și frumoasă. Primii ani ea a constatat că este dificil să se adapteze etichetei stricte a curții și juca jocuri pentru copii cu doamnele ei de onoare.
Căsătoria a fost considerată fericită însă regele era mult mai interesat de sex decât ea.
După nașterea fiului ei în 1799, s-a simțit mai bine în poziția ei de regină. În 1800 a fost încoronată la Norrköping iar în 1801 a primit o vizită de la părinții ei. În timpul unei călătorii în Finlanda, a trecut granița în Rusia pentru a-și vizita surorile Elisabeta și Amalie. În 1803-1805, ea și soțul ei au vizitat Germania iar după această călătorie mariajul ei s-a îmbunătățit. În Suedia, reședința lor preferată era Palatul Haga.
În 1807, în timpul războiului cu Franța, Frederica a intervenit în politică. Sora ei, împărăteasă a Rusiei, i-a trimis o scrisoare prin mama lor, prin care îi spunea să-și folosească influența pentru a-l sfătui pe rege să facă pace cu Franța. Frederica a încercat să facă asta însă regele a văzut acest lucru ca o modalitate de a-l influența; s-a creat un conflict între rege și regină.
Ea și soțul ei au fost detronați în 1809; inițial Frederica și copiii au fost ținuți la Haga. În timpul arestului la domiciliu, a primit mai multă simpatie decât în întreaga perioadă când a fost regină pentru comportamentul ei demn. A fost deseori vizitată de noua regină, Hedvig Elisabeth Charlotte, care simțea simpatie pentru ea și voia să păstreze dreptul la tron pentru fiul Fredericăi. S-a reîntâlnit cu soțul ei după încoronarea noului rege.
Familia s-a stabilit în exil la Baden, însă soțul ei era agitat și n-a vrut să stea. Frederica a refuzat relațiile sexuale cu soțul ei deoarece nu dorea "să nască în exil". De asemenea ea dorea să ducă o viață în stil de regină, în timp ce el prefera  o viață simplă de familie. S-au separat în 1810 și procedura de divorț a început în 1811. Frederica și Gustav au divorțat în 1812. În secret ea l-a susținut financiar după separare. După divorț, ea a încredințat tutela copiilor ei Țarului Rusiei.
Ea a continuat corespondența cu fosta soacră, Sophia Magdalena și cu regina Hedvig Elizabeth Charlotte căreia i-a încredințat interesele ei economice în Suedia. În conformitate cu doamnele ei de onoare, Frederica a refuzat propunerile de la cumnatului ei Frederic Wilhelm de Braunschweig-Oels și Frederic Wilhelm al III-lea al Prusiei. S-a zvonit că s-a căsătorit în secret cu tutorele fiului ei, J.N.G de Polier-Vernland. A călătorit mult folosind numele de Contesa Itterburg. A murit la Lausanne de o boală de inimă. A fost înmormântată în Schloss și Stiftskirche în Pforzheim, Germania.